# Буланов, Семён Иванович
Семён Ива́нович Була́нов (18 июля 1902, с. Воецкое,   Симбирская губерния Российская империя — июнь 1942, Ленинградская область, РСФСР, СССР)  — советский военачальник, полковник (08.10.1940).

## Биография
Родился 18 июля 1902 года в селе Воецкое, ныне Гимовское сельское поселение, Майнский район, Ульяновская область, Россия,  в семье крестьян-бедняков. Русский. В 1913 году окончил церковно-приходскую школу. С 1918 года работал делопроизводителем волисполкома в селе Воецкое. Член ВКП(б) с 1920 года. После окончания уездной совпартшколы с июля 1920 года - член и секретарь партбюро волостной ячейки.

### Военная служба

#### Гражданская война
В марте — апреле 1920 года в составе Симбирского отряда ЧОН рядовым бойцом участвовал в подавлении  Бугульминского  антисоветского восстания.
На военную службу в РККА призван по партийной мобилизации 21 июня 1921 года  и направлен на учебу в 7-ю Казанскую пехотную школу.

#### Межвоенные годы
В сентябре 1923 года после завершения обучения в школе направлен в 36-й Ленинградский стрелковый полк дислоцировавшийся в  городе Сталинграде, где в течение полугода  проходил стажировку отделенным командиром. Затем служил в том же полку командиром взвода разведчиков и помощником командира стрелковой роты. В ноябре 1925 года из кадрового состава полка была сформирована 31-я стрелковая Сталинградская дивизия, в которой  Буланов  проходил службу в 92-м Ленинградском стрелковом полку: командиром роты, ответственным секретарем партбюро, начальником полковой школы и начальником штаба полка.
В феврале 1932 года направлен в СибВО начальником штаба 281-го Ачинского стрелкового полка 94-й стрелковой дивизии. В сентябре 1935 года переведен начальником 1-й (оперативной) части штаба 57-й Уральской стрелковой дивизии ЗабВО, с августа 1937 года в той же дивизии командовал 169-м стрелковым полком. В феврале 1938 года майор  Буланов назначен начальником штаба 93-й стрелковой дивизии. В апреле 1939 года окончил курсы усовершенствования при Академии Генштаба РККА и в ноябре назначен начальником штаба 32-го стрелкового корпуса. Одновременно учился на заочном отделении Военной академии РККА имени М. В. Фрунзе.

#### Великая Отечественная война
С началом войны полковник  Буланов в июле 1941 года убыл из Забайкалья на Западный фронт и по прибытии в августе назначен заместителем начальника штаба — начальником оперативного отдела штаба 16-й армии под командованием генерал-майора (впоследствии маршала Советского Союза) К. К. Рокоссовского, сформированной на базе группы войск ярцевского направления. Участвовал с ней в Смоленском сражении.
В начале сентября 1941 года был направлен в СибВО, где с 9 сентября допущен к временному командованию 366-й стрелковой дивизией. Формировал ее на базе Томского пехотного училища, а в ноябре убыл с ней на Волховский фронт. По прибытии на станцию Вологда дивизия была включена в 59-ю армию резерва ВГК и совершила марш в направлении Тихвина. С января 1942 года ее части в составе 2-й ударной армии Волховского фронта участвовали в Любанской наступательной операции в районе Мясной Бор и Теремец Курляндский. 17 марта 1942 года приказом НКО № 78 «За проявленную отвагу в боях за Отечество с немецкими захватчиками, за стойкость, мужество, дисциплину и организованность, за героизм личного состава» дивизия была преобразована в 19-ю гвардейскую. В конце марта противник нанес сильный контрудар и перерезал коммуникации армии, в результате дивизия оказалась в окружении. Только в начале июня ее остаткам с большими потерями удалось выйти из окружения. Выводя последних бойцов в Чудовском районе Ленинградской области в районе сёл Мясной Бор и Новая Кересть подорвавшись на мине погиб ее командир  гвардии полковник Буланов.

А буквально в ста метрах от того места, где сейчас стояли ребята, на заросшей кустарником поляне, лежали останки бойцов двух дивизий. Там, в одной из воронок, Валерий вместе с братом Александром нашли офицера с полевой сумкой и печатью 366 стрелковой дивизии. Как впоследствии оказалось, это был командир дивизии полковник Семен Иванович Буланов.
— Новгородская областная общественная организация «Поисковая экспедиция «Долина» памяти Н.И. Орлова»// С них начиналась "Долина"